# Gmina Viru-Nigula
Gmina Viru-Nigula (est. Viru-Nigula vald) – gmina wiejska w Estonii, w prowincji Virumaa Zachodnia.
Skład gminy:
- Alevik: Viru-Nigula.
- Wieś: Aasukalda - Iila - Kabeli - Kaliküla - Kanguristi - Kiviküla - Koila - Kunda küla - Kurna - Kutsala - Kuura - Letipea - Linnuse - Mahu - Malla - Marinu - Metsavälja - Nugeri - Ojaküla - Paasküla - Pada - Pada-Aruküla - Pikaristi - Pärna - Samma - Selja - Siberi - Simunamäe - Toomika - Tüükri - Unukse - Varudi - Vasta - Villavere - Viru-Nigula - Võrkla.